# راینهارد لاوک
راینهارد لاوک (به آلمانی: Reinhard Lauck) بازیکن فوتبال و هافبک اهل آلمان شرقی بود که از سال ۱۹۷۳ میلادی عضو تیم ملی فوتبال آلمان شرقی بوده‌است. وی در ۳۳ بازی ملی حضور داشته و در بازی‌های ملی‌اش ۳ گل به ثمر رساند. راینهارد لاوک آخرین بازی ملی خود را در سال ۱۹۷۷ میلادی انجام داد.